# Erythrina stricta
Erythrina stricta är en ärtväxtart som beskrevs av William Roxburgh. Erythrina stricta ingår i släktet Erythrina och familjen ärtväxter. Inga underarter finns listade i Catalogue of Life.

## Bildgalleri

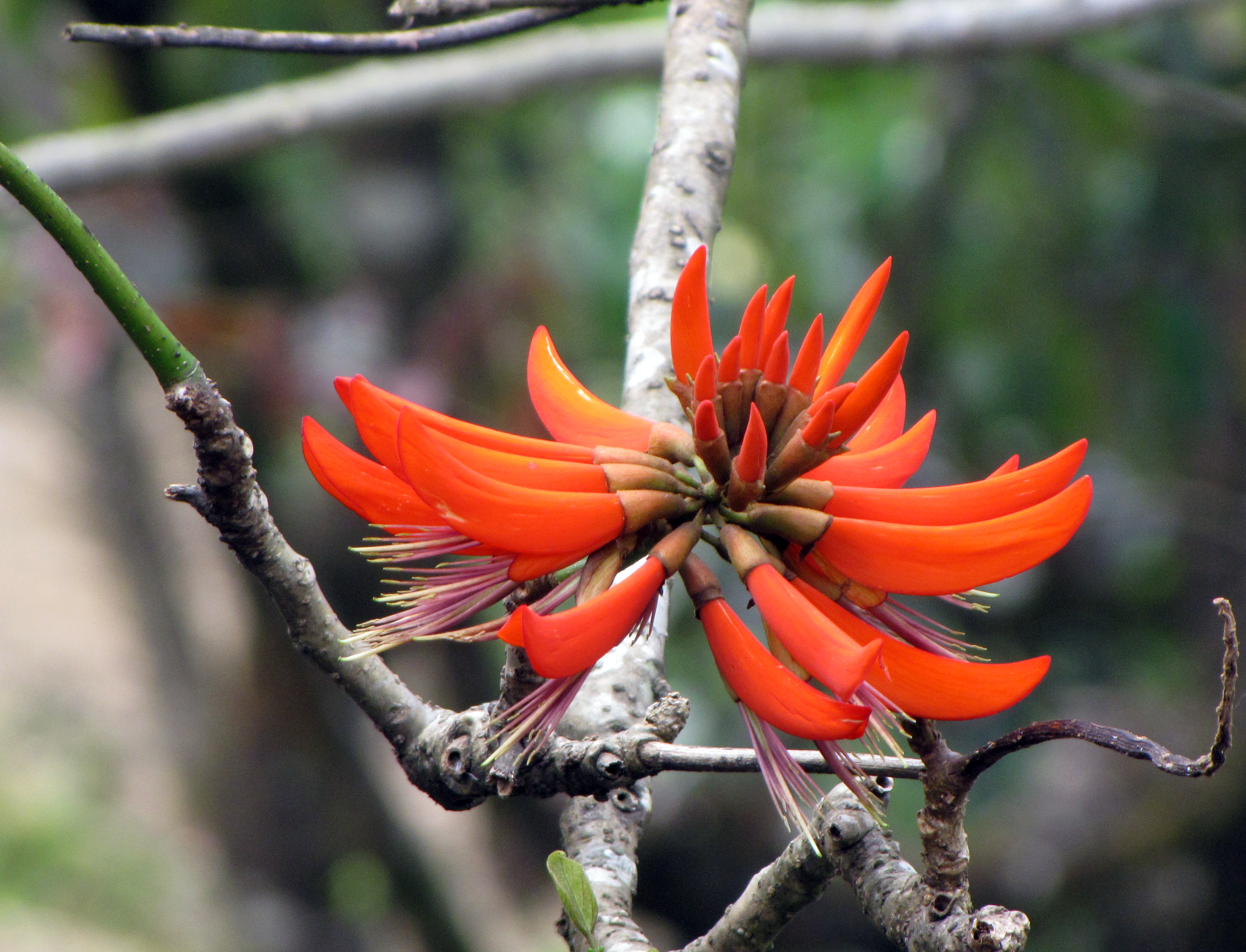
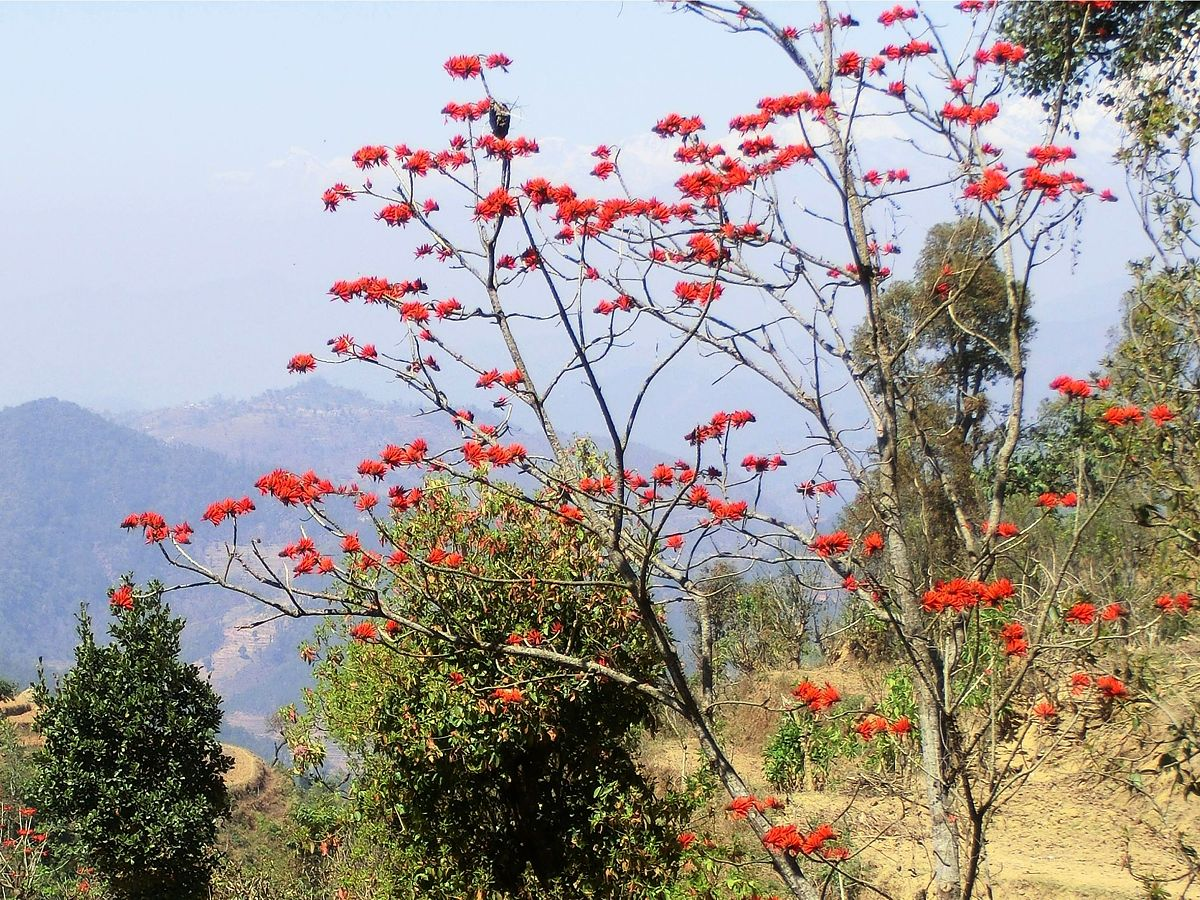